# Делайт (Арканзас)
Делайт (англ. Delight) — місто (англ. city) в США, в окрузі Пайк штату Арканзас. Населення — 288 осіб (2020).

## Географія
Делайт розташований за координатами 34°1′46″ пн. ш. 93°30′19″ зх. д. / 34.02944° пн. ш. 93.50528° зх. д. (34.029462, -93.505345). За даними Бюро перепису населення США в 2010 році місто мало площу 1,17 км², з яких 1,16 км² — суходіл та 0,00 км² — водойми.

## Демографія
Згідно з переписом 2010 року, у місті мешкало 279 осіб у 135 домогосподарствах у складі 76 родин. Густота населення становила 239 осіб/км². Було 162 помешкання (139/км²).
Расовий склад населення:
| - 98,2 % — білих - 0,4 % — корінних американців - 0,4 % — чорних або афроамериканців |

До двох чи більше рас належало 0,7 %. Іспаномовні складали 0,7 % від усіх жителів.
За віковим діапазоном населення розподілялося таким чином: 22,2 % — особи молодші 18 років, 54,1 % — особи у віці 18—64 років, 23,7 % — особи у віці 65 років та старші. Медіана віку мешканця становила 45,1 року. На 100 осіб жіночої статі у місті припадало 80,0 чоловіків; на 100 жінок у віці від 18 років та старших — 77,9 чоловіків також старших 18 років.
Середній дохід на одне домашнє господарство становив 34 926 доларів США (медіана — 25 714), а середній дохід на одну сім'ю — 48 188 доларів (медіана — 39 063). За межею бідності перебувало 23,7 % осіб, у тому числі 39,7 % дітей у віці до 18 років та 16,1 % осіб у віці 65 років та старших.
Цивільне працевлаштоване населення становило 152 особи. Основні галузі зайнятості: освіта, охорона здоров'я та соціальна допомога — 25,0 %, виробництво — 21,7 %, будівництво — 17,1 %.

## Персоналії
- Глен Кемпбелл (1936—2017, США) — американський співак, гітарист, автор пісень, телеведучій та актор.